# Magne Thomassen
Magne Arnfinn Thomassen, född 1 maj 1941 i Melhus, är en norsk före detta skridskoåkare.
Thomassen blev olympisk silvermedaljör på 500 meter vid vinterspelen 1968 i Grenoble.